# Glen (Misisipi)
Glen es un pueblo del Condado de Alcorn, Misisipi, Estados Unidos. Según el censo de 2000 tenía una población de 286 habitantes y una densidad de población de 23.6 hab/km².

## Demografía
Según el censo de 2000, había 286 personas, 121 hogares y 87 familias residiendo en la localidad. La densidad de población era de 23,6 hab./km². Había 133 viviendas con una densidad media de 11,0 viviendas/km². El 99,65% de los habitantes eran blancos, el 0,00% afroamericanos y el 0,35% pertenecía a dos o más razas. El 0,70% de la población eran hispanos o latinos de cualquier raza.
Según el censo, de los 121 hogares en el 28,9% había menores de 18 años, el 62,8% pertenecía a parejas casadas, el 6,6% tenía a una mujer como cabeza de familia y el 27,3% no eran familias. El 26,4% de los hogares estaba compuesto por un único individuo y el 10,7% pertenecía a alguien mayor de 65 años viviendo solo. El tamaño promedio de los hogares era de 2,36 personas y el de las familias de 2,86.
La población estaba distribuida en un 22,4% de habitantes menores de 18 años, un 7,3% entre 18 y 24 años, un 27,6% de 25 a 44, un 25,2% de 45 a 64 y un 17,5% de 65 años o mayores. La media de edad era 39 años. Por cada 100 mujeres había 115,0 hombres. Por cada 100 mujeres de 18 años o más, había 113,5 hombres.
Los ingresos medios por hogar en la localidad eran de 26.964 dólares ($) y los ingresos medios por familia eran 27.813 $. Los hombres tenían unos ingresos medios de 27.083 $ frente a los 21.667 $ para las mujeres. La renta per cápita para la ciudad era de 14.541 $. El 10,4% de la población y el 7,1% de las familias estaban por debajo del umbral de pobreza. El 12,5% de los menores de 18 años y el 15,2% de los habitantes de 65 años o más vivían por debajo del umbral de pobreza.

## Geografía
Según la Oficina del Censo de los Estados Unidos, la localidad tiene un área total de 12,1 km², todos ellos correspondientes a tierra firme.